# 莉萨·贝利斯
莉萨·贝利斯（英語：Lisa Bayliss，1966年11月27日—），英国前女子曲棍球运动员。她曾代表英国国家队参加1992年夏季奥林匹克运动会曲棍球比赛，结果队伍获得一枚铜牌。